# Эффект Блажко

Кривая блеска звезды RR Лиры: зависимость видимой звёздной величины от фазы пульсации.

Эффект Блажко, который иногда называют долгопериодической модуляцией, является вариацией периода и амплитуды у переменных звёзд типа RR Лиры.
Этот эффект впервые наблюдал Сергей Блажко в 1907 году у звезды RW Дракона. У этих звёзд моменты максимумов блеска отклоняются от линейной формулы в ту или иную сторону — запаздывают или опережают эфемеридные. Синхронно изменяется и форма кривой блеска. Характерной особенностью эффекта Блажко у звёзд типа RR Лиры является то, что период эффекта Блажко где-то на два порядка больше периода основного колебания. Например, у двух звёзд, открытых самим Блажко, эти периоды таковы: P=0d,4665 у XZ Лебедя и P=0d,4429 у RW Дракона. Главный прототип, сама переменная RR Лиры, также демонстрирует эффект Блажко. Самый замечательный пример эффекта Блажко обнаружили в 2000 году Э. Шмидт и К. Ли у переменной V422 Геркулеса: её амплитуда в лучах V меняется от 0,27m до 1,39m. Интересно, что при большой амплитуде звезда показывает характерную для её периода кривую типа RRA, в то время как при малой амплитуде кривая блеска напоминает тип RRC.
Наблюдаемые явления вызывают впечатление, что при эффекте Блажко происходят биения двух колебаний с близкими периодами. Некоторое время такую интерпретацию затруднял вывод, сделанный В. П. Цесевичем и Б. А. Устиновым в 1950-е гг. Они очень подробно изучили изменения блеска трёх переменных типа RR Лиры с эффектом Блажко и заключили, что изменения формы кривой блеска не могут быть представлены как результат биения двух разнопериодических элементарных колебаний. Впоследствии выяснилось, однако, что данный вывод основан на недоразумении. Цесевич и Устинов пытались попросту складывать изменения блеска, а у пульсирующей звезды непосредственно складывать можно только изменения радиуса, на которые, разумеется, накладываются изменения температуры. Остается, однако, неясным, почему у звёзд, обладающих эффектом Блажко, могут быть одновременно возбуждены колебания с двумя весьма близкими периодами (скажем, для AR Геркулеса, одной из звёзд, изучавшихся Цесевичем и Устиновым, в биениях должны участвовать колебания с P0=0d.470 и P1=0d.463). Теория не предсказывает сосуществования таких колебаний. Скажем, одновременная нестабильность в основном тоне и в первом обертоне радиальных пульсаций дала бы биения примерно на 4:3, как это наблюдается у звёзд типа RR(B) и у некоторых переменных типа δ Щита. Из многочисленных предлагавшихся объяснений эффекта Блажко представляются наиболее привлекательными те, в которых используются представления о роли вращения и магнитного поля в наблюдаемых явлениях. В 1987 году Ю. С. Романов и др., выполнив спектральные наблюдения звезды RR Лиры, нашли у неё переменность магнитного поля с пульсационным периодом, а также зависимость усреднённой по циклу пульсаций интенсивности магнитного поля от фазы эффекта Блажко. Связь с фазой эффекта Блажко найдена и для силы линий некоторых элементов. Здесь намечается родство между звёздами типа RR Лиры с эффектом Блажко и магнитными переменными типа α² Гончих Псов. Результат Романова и др. нуждается в проверке по более обширному материалу.
Физика, стоящая за эффектом Блажко, в настоящее время всё ещё находится в дебатах, и существуют три основные гипотезы. В первом случае, в так называемой резонансной модели, причиной модуляции является нелинейный резонанс, как основного, так и первого обертона режима пульсации звезды и более высокой моды. Вторая гипотеза, известная как магнитная модель, предполагает, что изменение вызвано наклоном магнитного поля к оси вращения, деформирующим основную радиальную моду. Третья модель предполагает, что циклы в конвекции вызывают чередования и модуляции. 
Наблюдательные данные, основанные на наблюдениях космического телескопа «Кеплер», свидетельствуют о том, что модуляция двухлучевой кривой блеска при эффекте Блажко обусловлена простым удвоением периода. Многие звёзды типа RR Лиры имеют период изменчивости приблизительно 12 часов, а наземные астрономы обычно делают ночные наблюдения с периодом 24 часа: таким образом, удвоение периода приводит к максимумам яркости во время ночных наблюдений, которые существенно отличаются от дневного максимума.